# Morriss Peak
Morriss Peak är en bergstopp i Antarktis. Den ligger i Västantarktis. Inget land gör anspråk på området. Toppen på Morriss Peak är 950 meter över havet, eller 372 meter över den omgivande terrängen. Bredden vid basen är 4,0 km.
Terrängen runt Morriss Peak är varierad. Trakten är obefolkad. Det finns inga samhällen i närheten. 